# Saint-Bonnet-le-Bourg
Saint-Bonnet-le-Bourg es una comuna francesa situada en el departamento de Puy-de-Dôme, en la región de Auvernia-Ródano-Alpes.

## Demografía
| 312 | 262 | 246 | 249 | 199 | 126 | 169 |
| Para los censos de 1962 a 1999 la población legal corresponde a la población sin duplicidades (Fuente: INSEE [Consultar]) |     |     |     |     |     |     |